# ヴィルヘルム・フォン・ウント・ツー・エグロフシュタイン
ヴィルヘルム・エルンスト・カール・フォン・ウント・ツー・エグロフシュタイン男爵（Wilhelm Ernst Karl Freiherr von und zu Egloffstein, 1853年10月12日 - 1929年9月15日）は、プロイセン王国の軍人。最終階級は歩兵大将。

## 経歴

### 家系
ヴィルヘルムは貴族エグロフシュタイン家の生まれである。イェーナの上級地方裁判所長官だった父ユリウス・フォン・エグロフシュタインと母マリー（Marie,旧姓Vitzthum von Egersberg）の子として生を受けた。2人の兄クラウスとハインリヒも軍人で、後に歩兵大将を務めている。

### 軍歴
1870年5月3日、北ドイツ連邦海軍に士官候補生（Kadett）として入隊。普仏戦争（1870年 - 1871年）が始まる直前、フォン・エグロフシュタインは陸軍に移るために海軍での休職を申請した後、第26（第1マクデブルク）歩兵連隊に士官候補生（Fahnenjunker）として配属された。その後、ボーモンの戦いでの戦功から二級鉄十字章を受章。セダンの戦いやパリ包囲戦にも参加し、1870年12月28日に少尉に昇進した。
ヴェルサイユ暫定講和条約が結ばれた後の1871年3月19日、フォン・エグロフシュタインは陸軍での勤務を続けるために海軍を正式に除隊した。1875年10月から1878年7月末まで陸軍大学校に出席。1880年5月中頃からの1年間、首席中尉（Premierleutnant）として参謀本部に勤務。その後は連隊副官を務め、1882年11月20日からは第11歩兵旅団で副官を務める。1885年3月14日、第75（第1ハンザ）「ブレーメン」歩兵連隊に移る。同年4月14日に大尉へ昇進。1885年9月16日から1889年5月21日まで、第19オルデンブルク歩兵連隊にて中隊長として勤務。その後、第7軍団司令部付副官を務める。1890年4月17日、少佐に昇進。1891年5月16日、第3近衛擲弾兵連隊「エリーザベト王妃」に移り、1891年9月19日から同連隊第2大隊長を務める。1893年7月8日、アルブレヒト・フォン・プロイセンの個人副官に任命されると共に、連隊付副官も務める。中佐昇進後の1897年3月22日、連隊幕僚団に加わる。1898年1月27日、軍事内局に配属され、同年3月5日からア・ラ・スイート（名誉指揮官）として内局の部門長（Abteilungschef）に任命される。1899年1月27日、大佐に昇進。1901年8月24日から9月24日までの期間は連隊に戻って連隊長代行を務めた。1901年11月14日、旅団長たる地位と資格を得る。1902年4月22日に少将へと昇進。同年6月19日から2月12日まで第3近衛歩兵旅団長。その後、第20師団に移り、1906年3月20日には中将へと昇進すると共に師団長に任命された。1910年1月26日、ストラスブール軍政長官に就任。同年4月12日、歩兵大将に昇進。1912年1月18日、皇帝ヴィルヘルム2世から柏葉付1級赤鷲勲章を授与される。
1913年3月22日、後述の騒動を受けて提出した辞表が承認され、年金受給資格を得ると共に第26連隊からの感状が贈られた。
第一次世界大戦勃発後に退役士官（z.D.-Offizier）として再招集を受け、1914年8月2日に第8予備軍団司令官に任命された。1915年1月初めにパウル・フレック中将に職を引き継ぐまで、フォン・エグロフシュタイン指揮下の第8予備軍団は第4軍と共に西部戦線での戦闘に参加した。その後は任務に付かなかった。1917年8月25日、第7軍団副司令部司令官に任命され、敗戦まで務めた。1918年12月15日に復員した。
フォン・エグロフシュタインは聖ヨハネ騎士団の法務騎士（Rechtsritter）の称号を持っていた。

### ストラスブールの「ケーペニキアーデ」

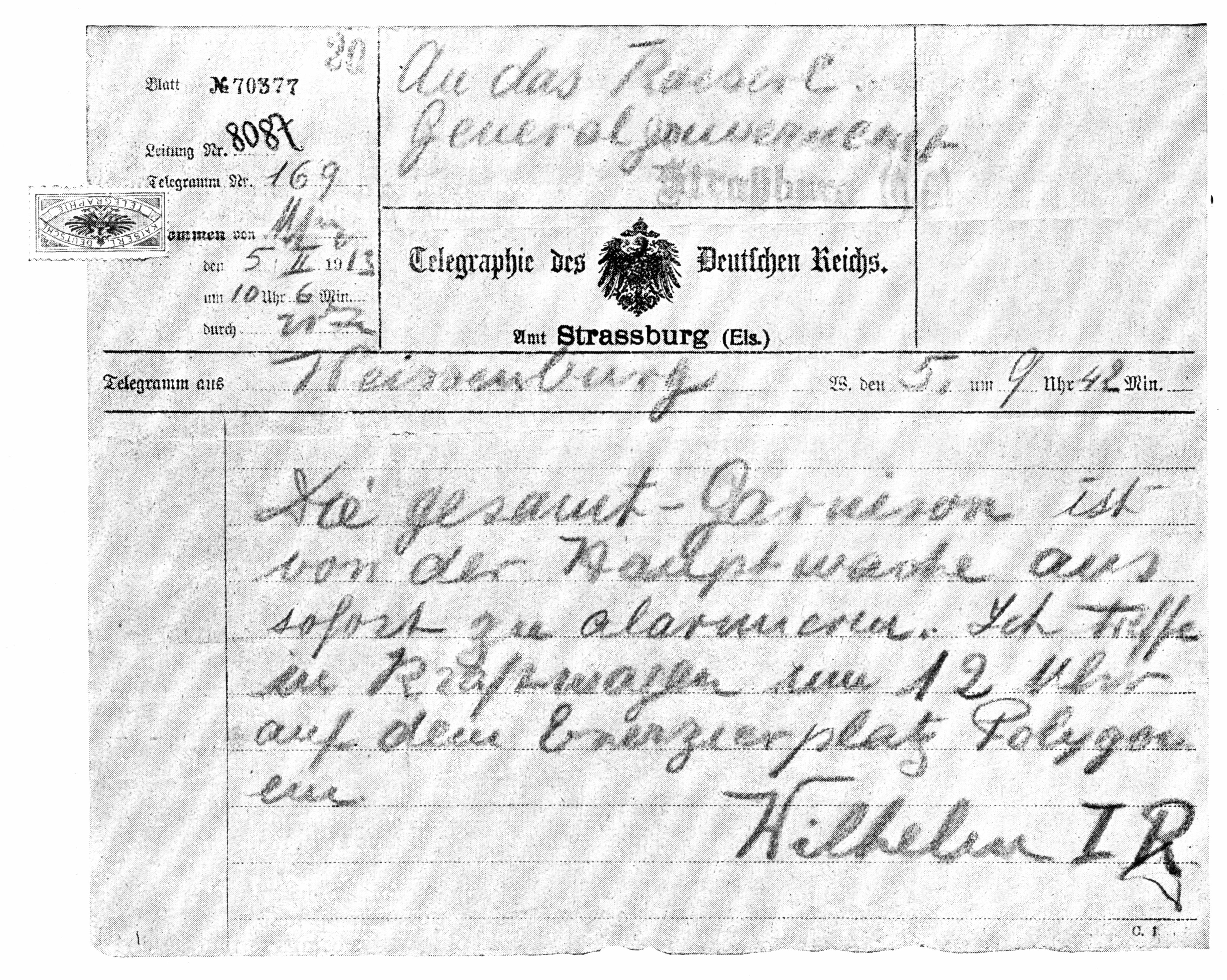
1913年の騒動を引き起こした偽電報

フォン・エグロフシュタインは、世間に嘲笑された1913年の灰の水曜日に起きた騒動に巻き込まれた要人の1人であり、そのことが彼の不本意な早期退役に繋がった。1913年2月5日朝、精神疾患のため休職中だった俸給担当下士官アウグスト・ヴォルター（August Wolter）は、郵便局員に扮して軍政府庁舎に偽電報を届けた。この電報では、皇帝ヴィルヘルム2世が12時に練兵場を訪れる予定だと述べられていた。これを受けてフォン・エグロフシュタインはすべての外縁要塞を含むストラスブール要塞群の守備隊全員に加えストラスブールに司令部を置くマックス・フォン・ファベック将軍指揮下の第15軍を動員し、皇帝を迎えるべく総勢18,000人の将兵をストラスブール宮殿前の練兵場に整列させた。街は旗で飾り付けられ、大勢の人々が午後になるまでお祭り気分で皇帝の到着を待っていた。また、アルザス＝ロレーヌ総督カール・フォン・ヴェーデル、当時ストラスブールに留学中だった皇帝の息子ヨアヒム・フォン・プロイセンも、この式典に参加するべく宮殿を訪れていた。その後、フォン・エグロフシュタイン自身がベルリンに電信で問い合わせた結果、件の電報は偽物であり、また皇帝はその日ストラスブールから1,000km以上離れた東プロイセンのケーニヒスベルクにて記念碑の落成式に参加していたことが明らかになったのである。この騒動は靴職人ヴィルヘルム・フォークトが1906年に引き起こした「ケーペニックの大尉」事件としばしば比較され、ドイツおよびフランスで物議を醸した。事件後、フォン・エグロフシュタインは辞表を提出し、フォン・ファベックも更迭された。ヴォルターは精神病院に送られた。この事態を引き起こした責任に加え、退役後に年間19,000マルク（現在の173000ユーロ相当）の年金受給を求めたことについて、4月の帝国議会ではダニエル・シュテュックレン議員（社民党）がフォン・エグロフシュタインを厳しく批判した。不用意にもストラスブール要塞群を無防備な状態においたことが特に問題視された。偽電報が単なるいたずらではなく謀略であったとすれば、街全体が容易にフランス軍に占領されていた可能性もあったためである。後任の軍政長官にはマグヌス・フォン・エベルハルト大将が任命された。

## 家族

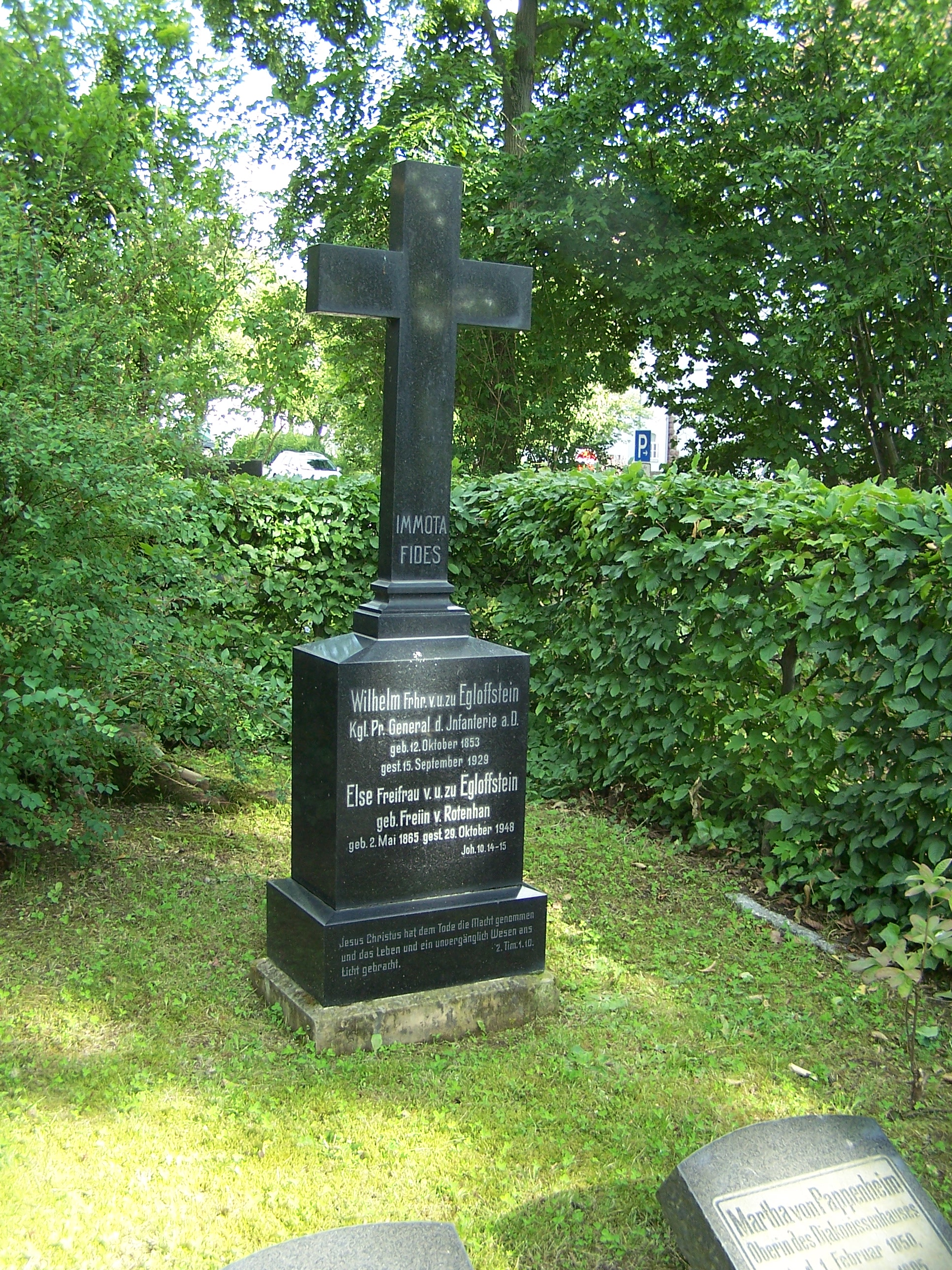
アイゼナハ奉仕者墓地にある一族の墓

フォン・エグロフシュタインは1883年10月2日にレントヴェインズドルフにてエリザーベト・フォン・ローテンハン男爵令嬢（Elisabeth Freiin von Rotenhan）と結婚した。エリーザベトは貴族ローテンハン家の娘だった。エリザーベトとの間に息子ユリウス（Julius, 1885年3月26日生）、娘マリー（Marie, 1887年3月11日生）の2子を儲けた。